# اوروجا واجدا

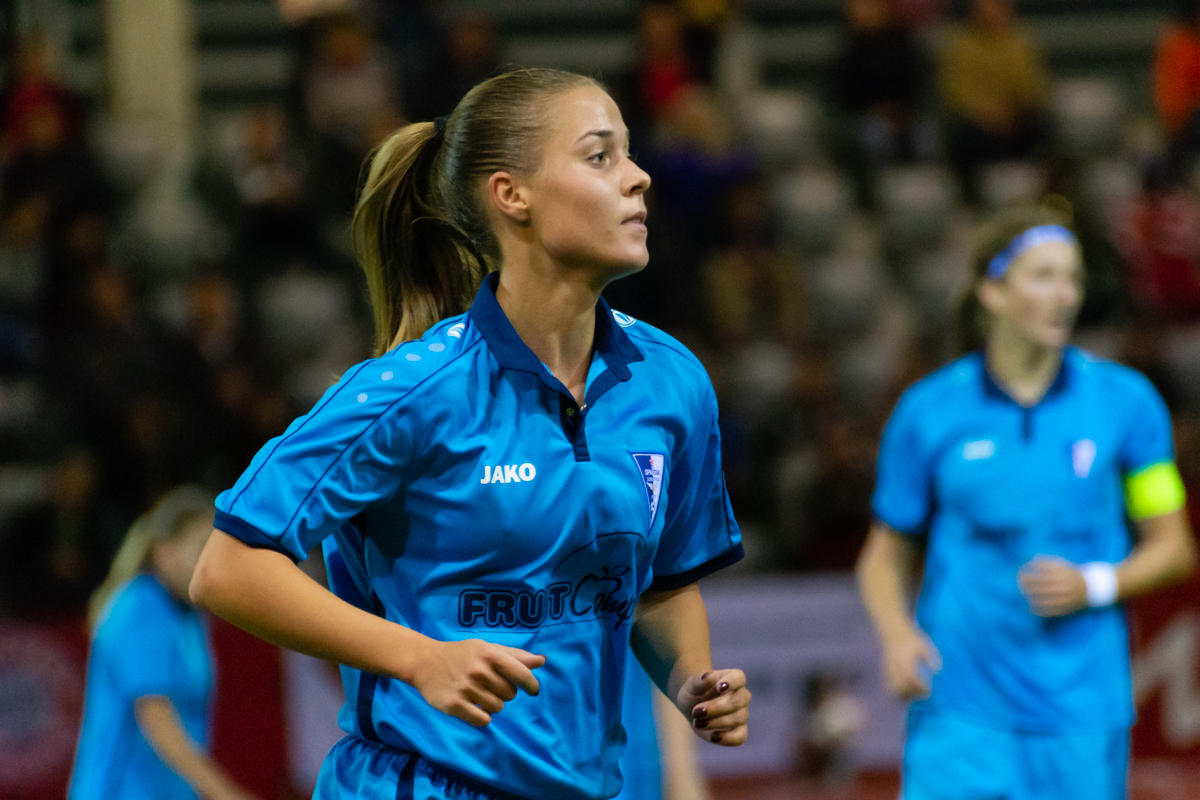
اوروجا واجدا در سال ۲۰۱۸

اوروجا واجدا (سیریلیک صربی: Оршоја Вајда؛ زادهٔ ۴ فوریهٔ ۱۹۹۷) بازیکن فوتبال اهل صربستان است.
وی همچنین در تیم ملی فوتبال صربستان بازی کرده‌است.